# Nervilia porphyrophylla
Nervilia porphyrophylla är en orkidéart som beskrevs av Rudolf Schlechter. Nervilia porphyrophylla ingår i släktet Nervilia och familjen orkidéer. Inga underarter finns listade i Catalogue of Life.